# 小笠原博
小笠原 博（おがさわら ひろし、1943年4月23日 - 2022年8月26日）は、日本の元ラグビー選手。

## プロフィール
- 青森県出身。
- 現役時代のポジションは主にロック(LO)。
- 日本代表キャップは24。

## 来歴
弘前実業高校では野球部の長身投手で鳴らしていたが、肩を壊し、習志野自衛隊では教育隊の命令によりラグビーを始めた。最初は当たり負けしたが、たちまち生来の負けじ魂に火が付き、ほどなく当たり勝つようになると複数の大学の誘いがかかる。しかし大学に入れば社会人経由の年長者である自分が年下の先輩に殴られることが予想されたため、それを嫌って大学ラグビーに進むことを避け、21歳の時に近鉄に入社。坂田好弘、石塚広治、今里良三、原進（後の阿修羅・原）らとともに、近鉄の黄金時代の一翼を担い、全国社会人大会で4回、日本選手権で3回優勝を経験した。
1966年に大西鐵之祐の眼力により初めてラグビー日本代表に選出された際にはラグビーを始めて1年であり、まだ当たるしか能がなかった。184cm、78kgと当時としては巨漢の部類に入った体格であったが、ニュージーランド遠征に行った時は会社の仕事をせず練習と試合に専念し、ホストファミリーの元で肉を好きなだけ食べたことから体重を90kgまで増やし、潜在能力を開花させていった。日本代表に選ばれてからはどういう訳だか大西以外ラグビーを教えてくれる人がいなくなり、海外の書籍を取り寄せてロックの動きを研究したりと、絶対に負けられない中で独学でラグビーを覚えた。
また、1968年の、日本代表ニュージーランド遠征メンバーに選出され、歴史的勝利となった6月3日のオールブラックスジュニア戦が記念すべき初キャップ試合となった。この1戦は現役時代の中で最も本人の記憶に残る試合であった。試合数日前から現地のニュージーランド人から勝てないと言われていたが、試合で実際に一家当たってみるといけるため、監督の大西からは「いけ。懐に入れ」と指示された。スクラムでもラックでもボールの争奪で負けず、バックスのサインプレーも面白いように決まった一戦であった。この時小笠原はまだラグビーを始めて3年程度であった。
以後、日本代表においても不動の右ロックとして、近鉄を退社後も故郷の弘前クラブに所属してプレーを続け、通算24のキャップを獲得した。最後の代表キャップ獲得は1977年9月18日の国立競技場でのスコットランド戦であり、1人で試合を何とかしようと奮戦した末に額を切って血まみれになったことが語り草となっている。すでに近鉄を退社して青森県教育委員会に勤務していた小笠原は同年夏の代表合宿に特別コーチとして参加し、現役を凌駕するほど圧巻の心技体を発揮して復帰を求められ、その末に起用された試合であったが、試合後に病院から交歓パーティーの会場に遅れて登場すると日本代表の若手が盛んに飲み笑っていたため、頭にきてそのまま弘前に帰り、以来日本代表との交流を絶っている。
小笠原はテストマッチが終わると全身打撲の全身痙攣、いわゆる出し切りによりシャワー室で倒れることが多かった。相手の選手を殴らなかった試合はないと後年の対談で振り返るなど、当時のラグビー選手の御多分に漏れず試合運びが荒々しかった。
その後、ワールドの初代監督に就任。じっくりFWを鍛えスクラムを強化し、社業との両立も譲らず、輸入理論の模倣や外国人の補強に頼ろうとはせず、頑固一徹、土中の根を培う指導を行った。
その後一身上の都合によりワールドの監督を辞職し、屋久島高校でラグビー部を指導している内に娘を離島で育てたいとの思いから1995年頃から鹿児島県の屋久島に移住。酔った勢いで買った山を造成し、5年をかけて庭を造って道も舗装し、家も自分で建てた。なお、日本代表や近鉄のジャージ、試合の写真など、ラグビーに関するあらゆるものは手放しており、ラグビーの話も嫌いなのでせず、試合もNHK地上波の中継くらいしか見なくなったなど、ラグビーからは完全に距離を置いている。
2022年8月26日に移住先の屋久島で死去したことが報じられた。79歳没。